# 京都・東山花灯路

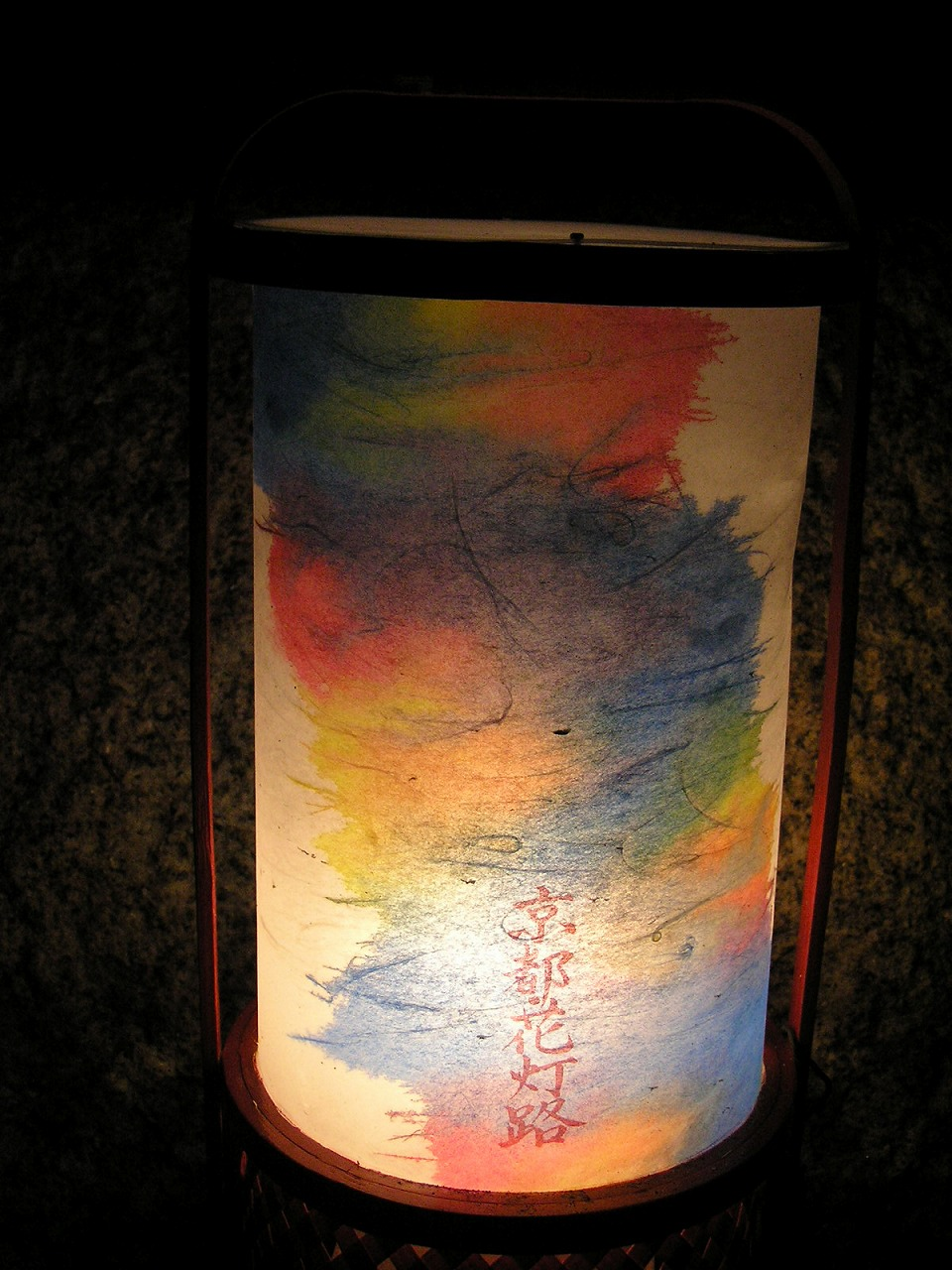
夜道を仄かに照らす行灯のひとつ

京都・東山花灯路（きょうと・ひがしやまはなとうろ）は、3月中旬に京都の東山山麓の青蓮院から清水寺に至る約4.6キロの小路に京都の伝統工芸である清水焼、北山杉、京銘竹、石工、金属などで作られた約2400基の行灯を点し、夜の散策を楽しむ趣向の、早春を告げる観光イベントである。

## 概要

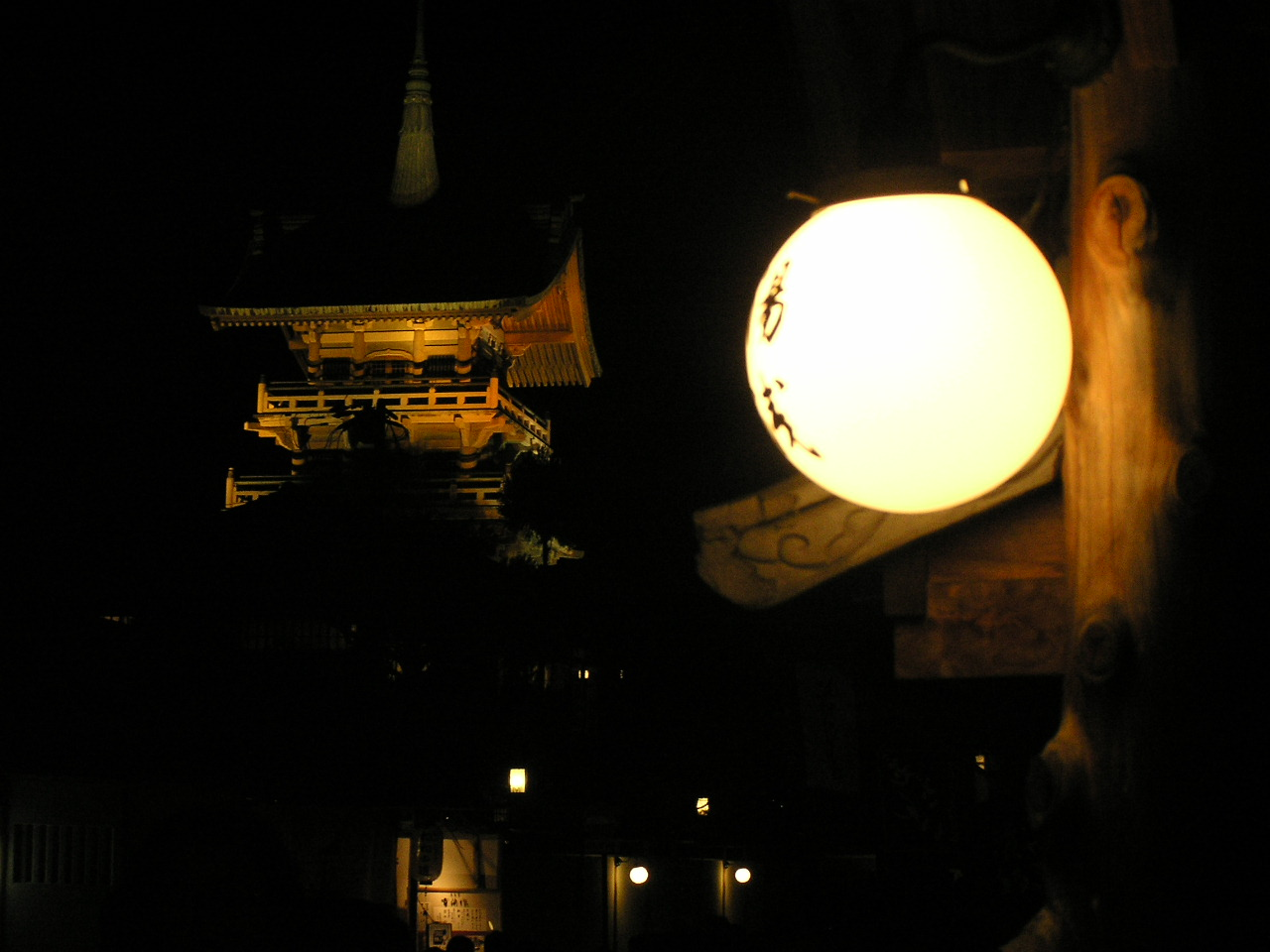
祇園閣

比較的、観光客の多い日中と異なり、夜の京都は地元や宿泊客などの一部に知られるものの、寺社のほとんどは拝観時間の制限もあり、繁華街を除けば東山周辺の小路などが散策の対象になることは少なかった。2003年から始まった当イベントは、わずか10日間ほどではあるが、夜の京都の情緒や雰囲気を味わえるイベントとして定着し、毎年100万人以上の人出で賑わっている。
北は神宮道から青蓮院に始まり、知恩院、円山公園、八坂神社、神幸道などを経由し、大雲院祇園閣を眺め圓徳院、高台寺、ねねの道、一年坂、二年坂から清水寺までの行路の足元を仄かに照らすさまざまな行灯や催し物を見ながら歩く人々の群れで、早春の東山はしばし賑わい、幻想的な色合いに包まれる。

## 催し物

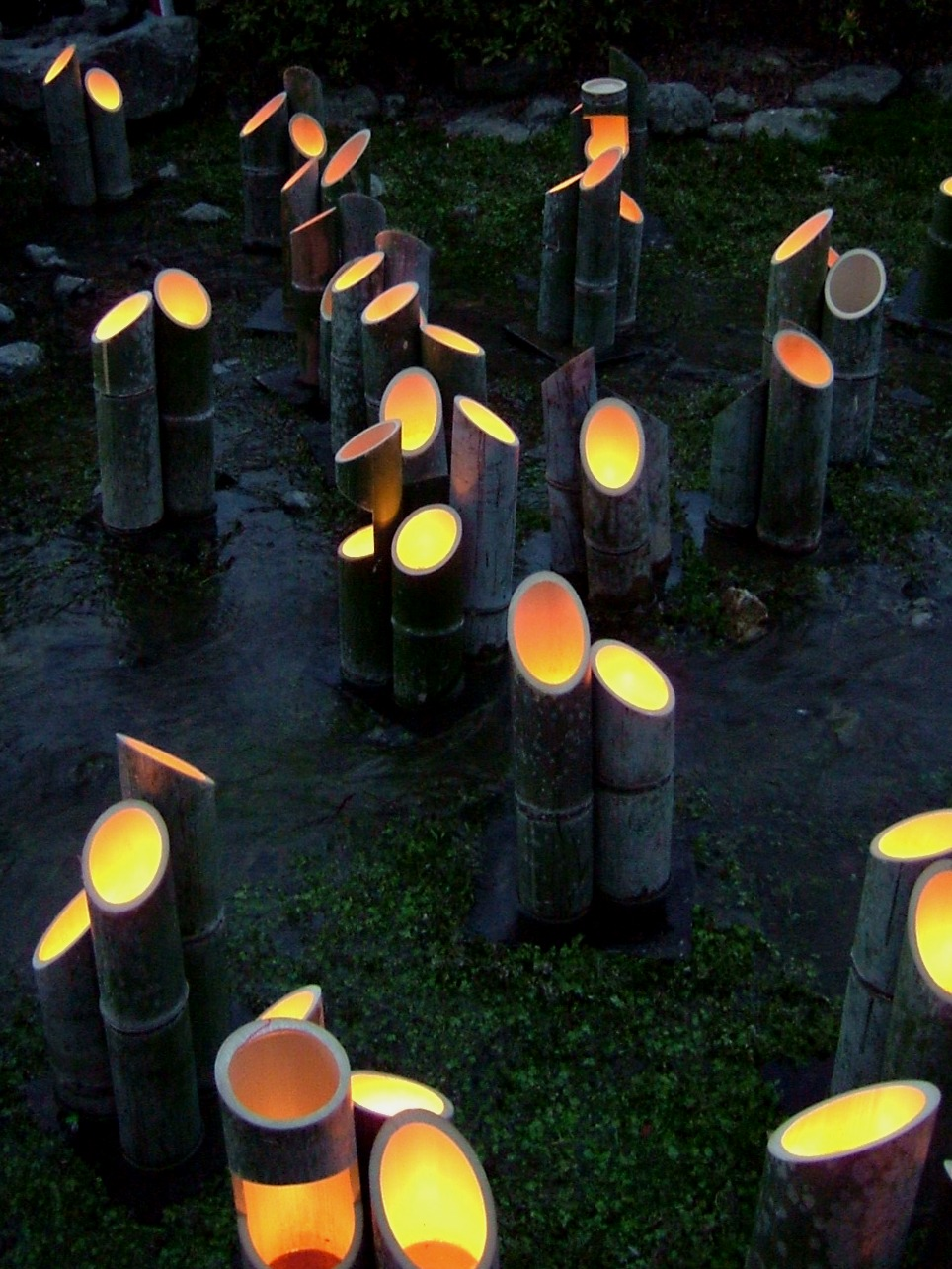
竹灯り、幽玄の川

伝統の灯り展（円山公園）・ミカンとレモンを使った照明

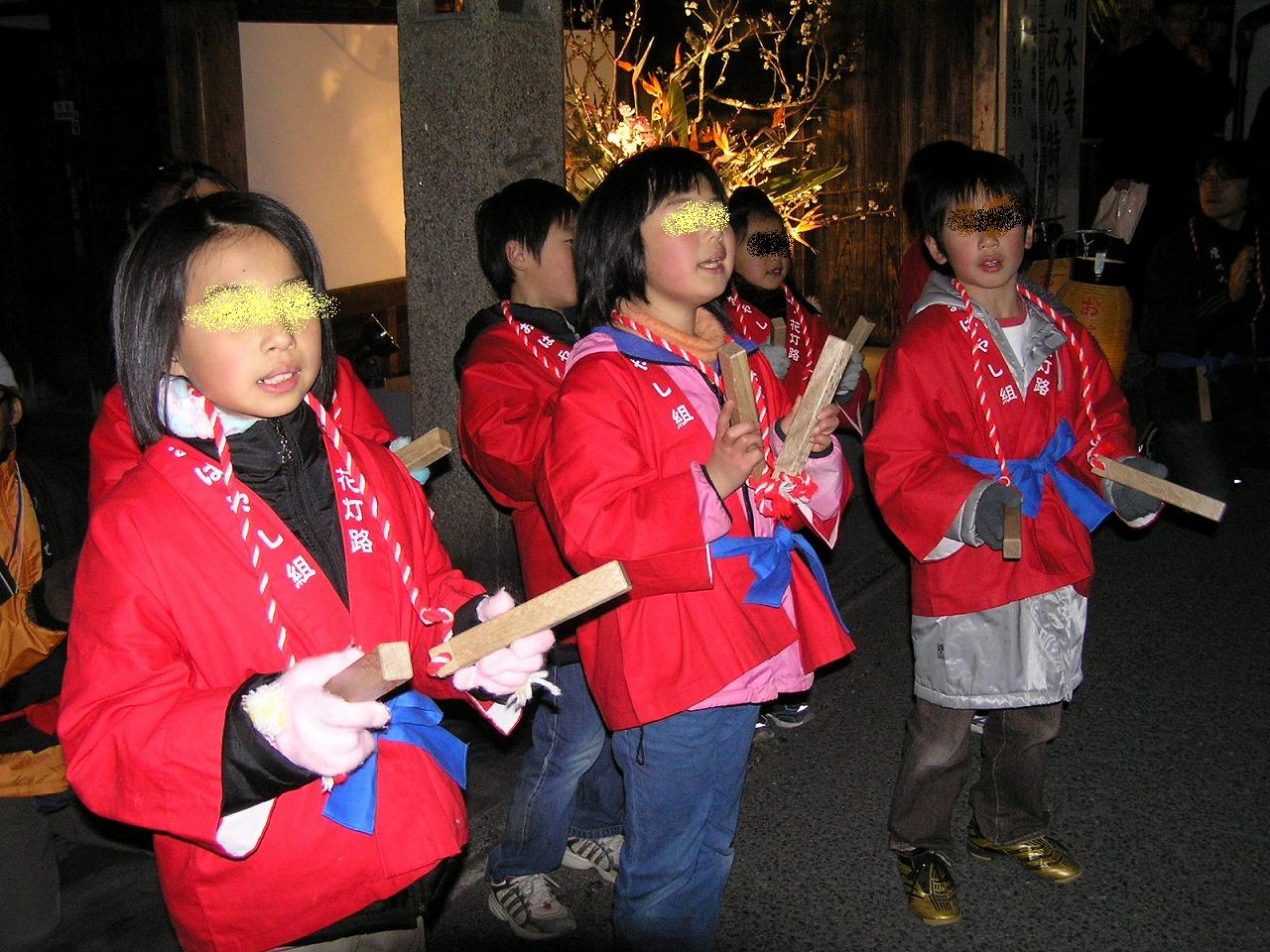
火の用心、お囃子組

2007年の例（15回目の開催となり、記念事業も実施）
1．灯りと花の路（青蓮院から清水寺の散策路）点灯時間: 午後6時～午後9時30分
2．いけばなプロムナード
3．竹灯り、幽玄の川（円山公園）
4．現代いけばな展（円山公園）
5．大学のまち京都・伝統の灯り展（円山公園）
6．花街、花行路、人力車行列
7．火の用心、お囃子組（清水寺付近）
2017年の例
1．ロームが灯す「灯りと花の路」（2500基のLED電球を使用した露地行灯などの「灯り」と生け花）
2．京都いけばな協会「いけばなプロムナード」
3．「竹灯り・幽玄の川」（円山公園）
4．京都いけばな協会「現代いけばな展」
5．「火の用心・お囃子組」（青蓮院～清水寺）
6．舞妓による奉納舞踊
7．お絵かき行灯
8．サクハナ行灯
- 行灯の設置される地区

神宮道
華頂道
知恩院道（智慧の道）
円山公園
神幸道
ねねの道
下河原道
八坂通
石塀小路
一年坂
二年坂
産寧坂
清水坂
茶わん坂など。
- ライトアップ（以下の各寺社では期間中、特別拝観とライトアップが行われる）

清水寺
法観寺（八坂の塔）
高台寺
圓徳院
八坂神社
知恩院
青蓮院

## 主催

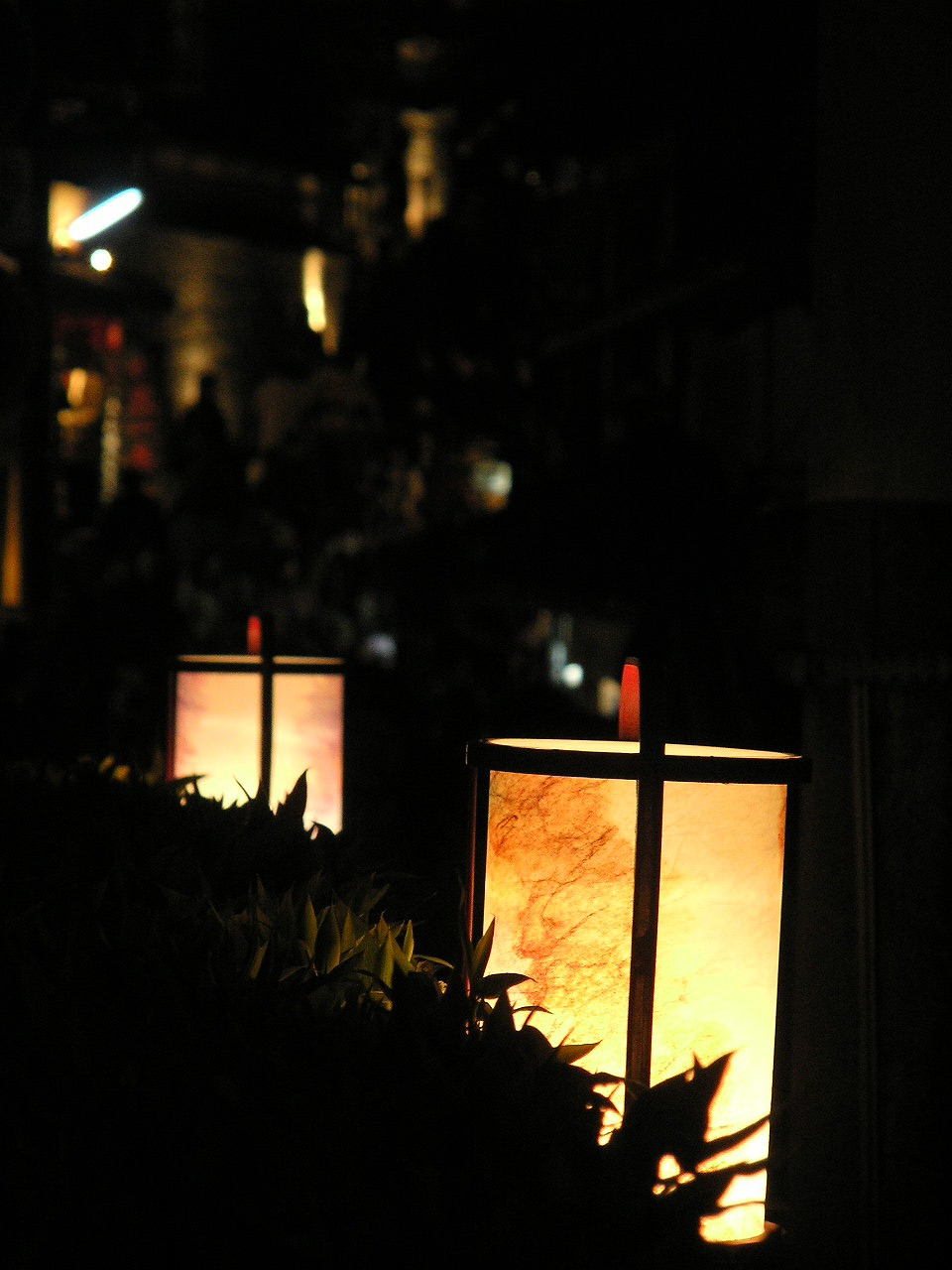

京都・花灯路推進協議会
- 京都府
- 京都市
- 京都商工会議所
- 京都市観光協会
- 京都文化交流コンベンションビューロー
- 京都仏教会

## 主管
京都・東山花灯路実行委員会

## 交通アクセス

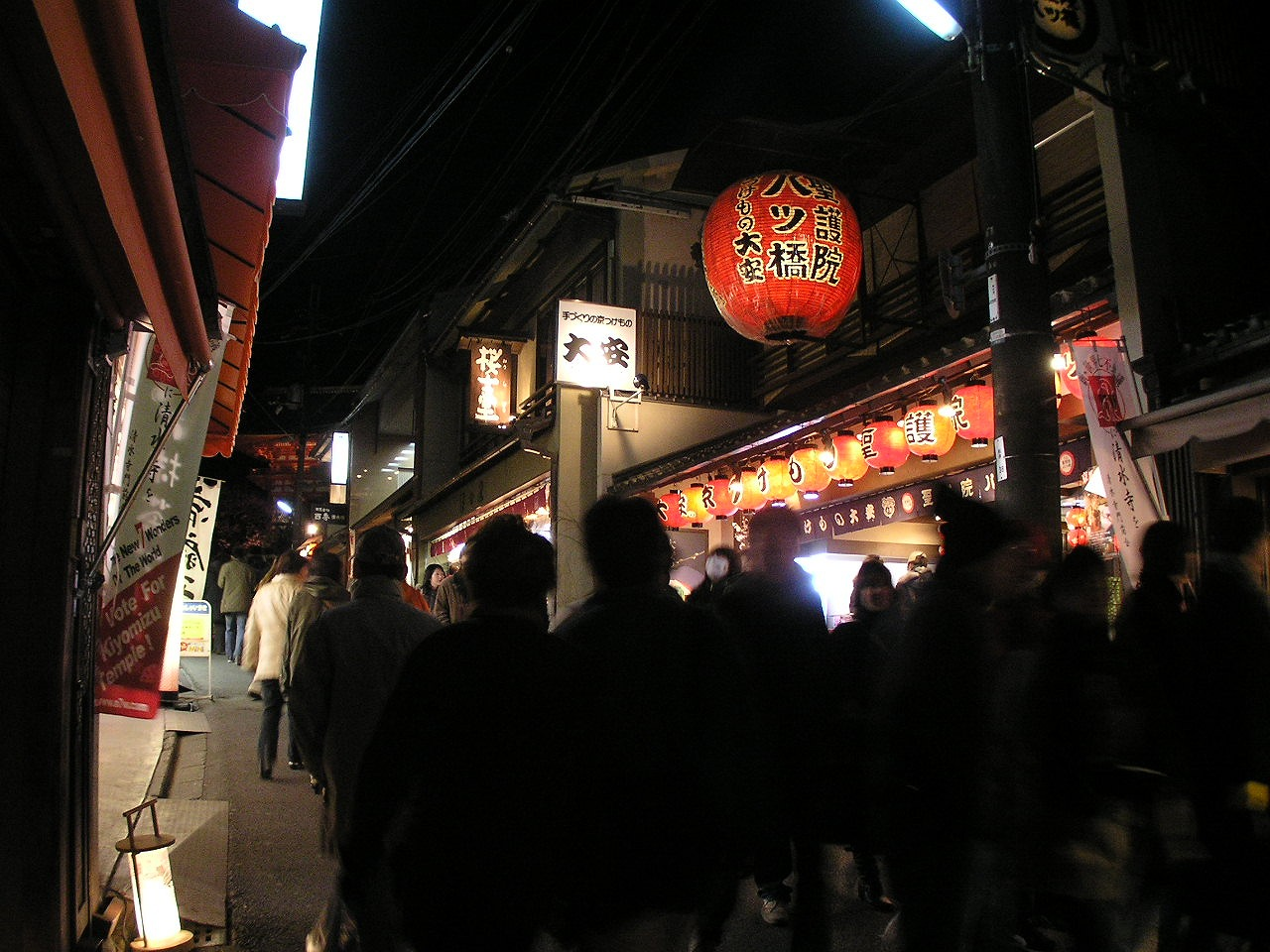
多くの人出で賑わう清水坂

- 公共交通機関
  - 青蓮院

京都市営地下鉄東西線 東山駅下車 約10分
- - 清水寺

京都市営バスおよび京阪バス 五条坂下車 徒歩10分
- 自家用車

開催期間中は駐車場は混雑するため、公共交通機関を利用。

## 花灯路の様子

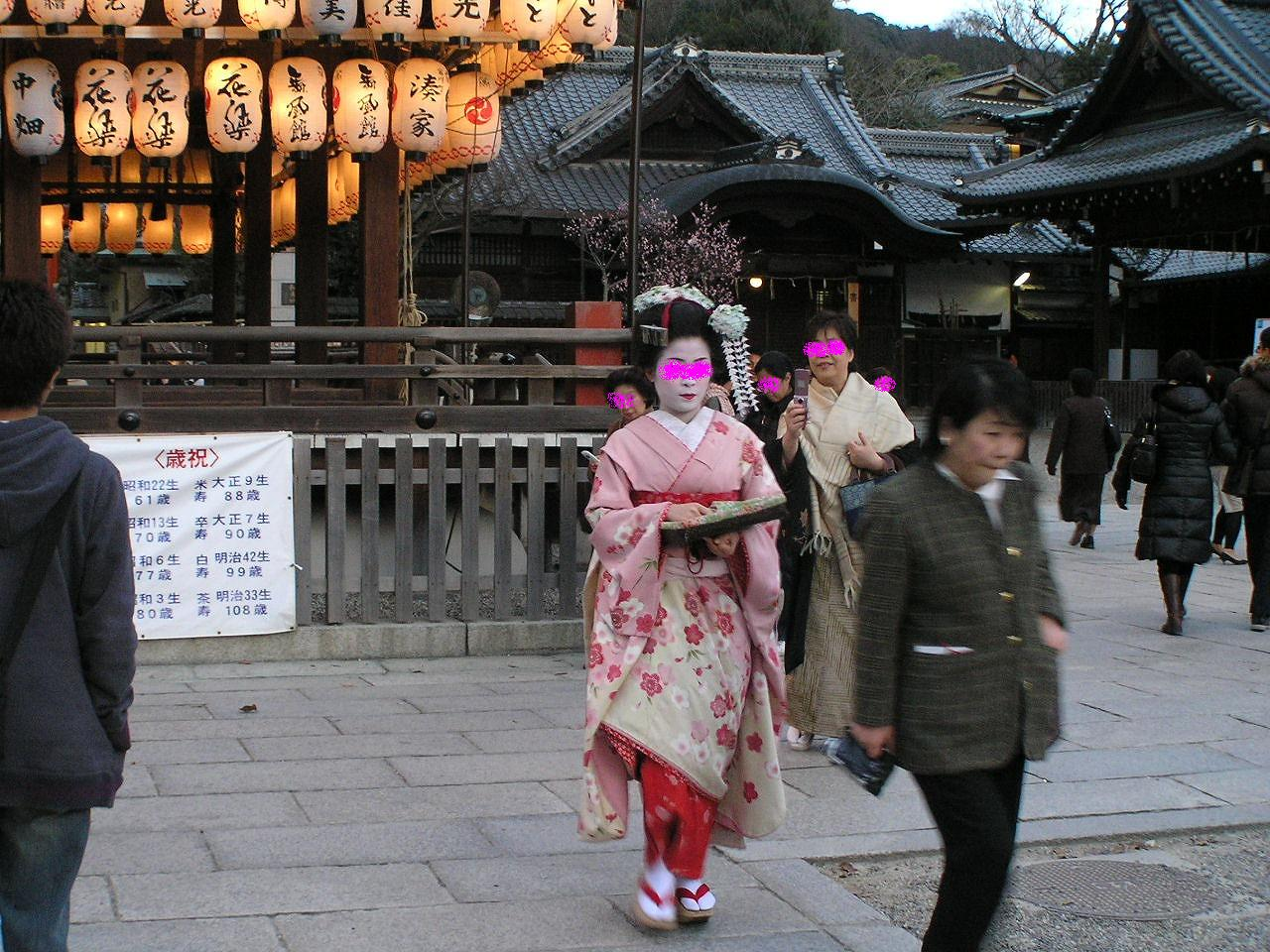
たそがれ時の八坂神社（照明が点される頃 2007年）
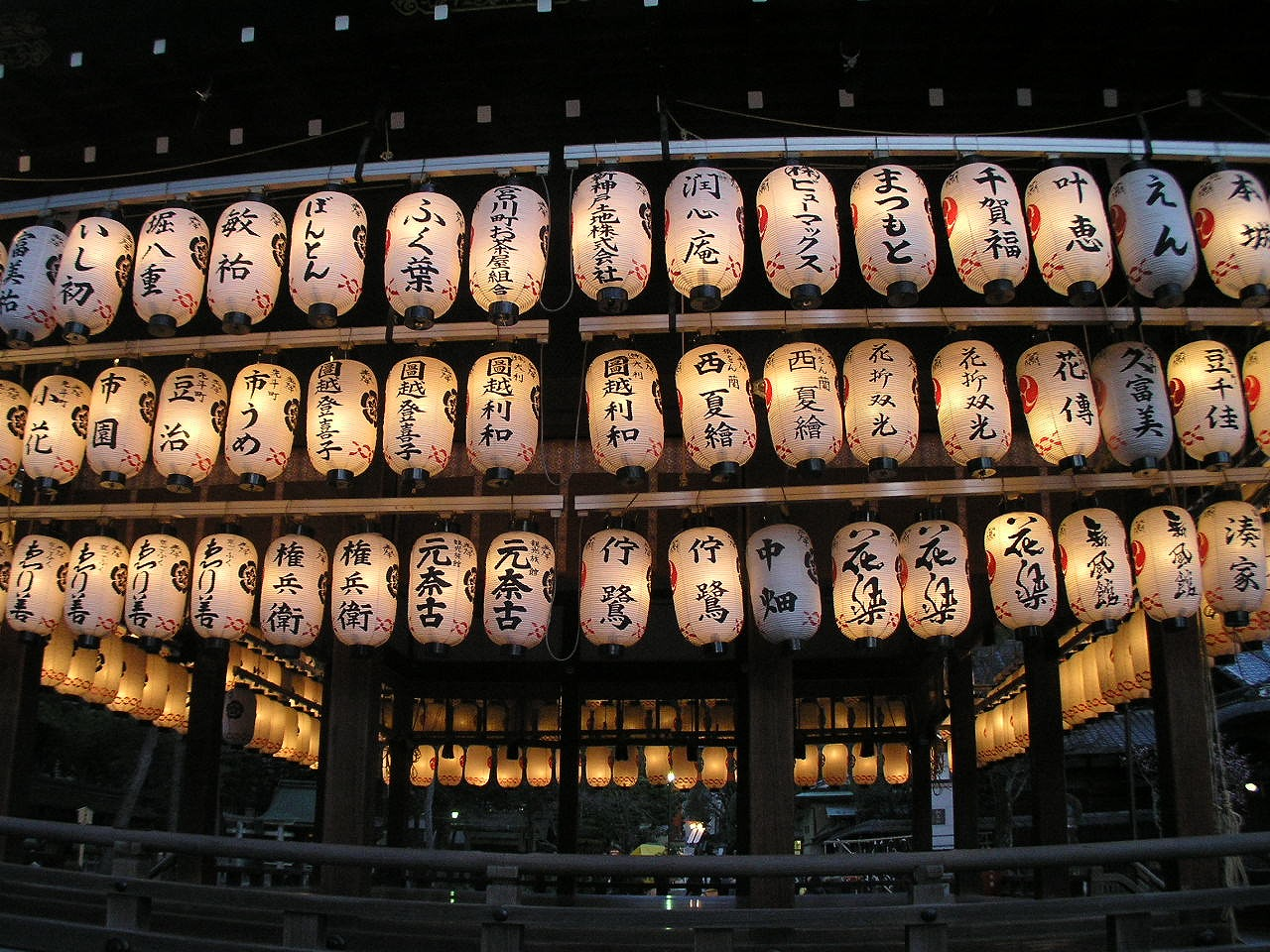
八坂神社の提灯に灯が点る頃から人出が多くなる（2007年）。
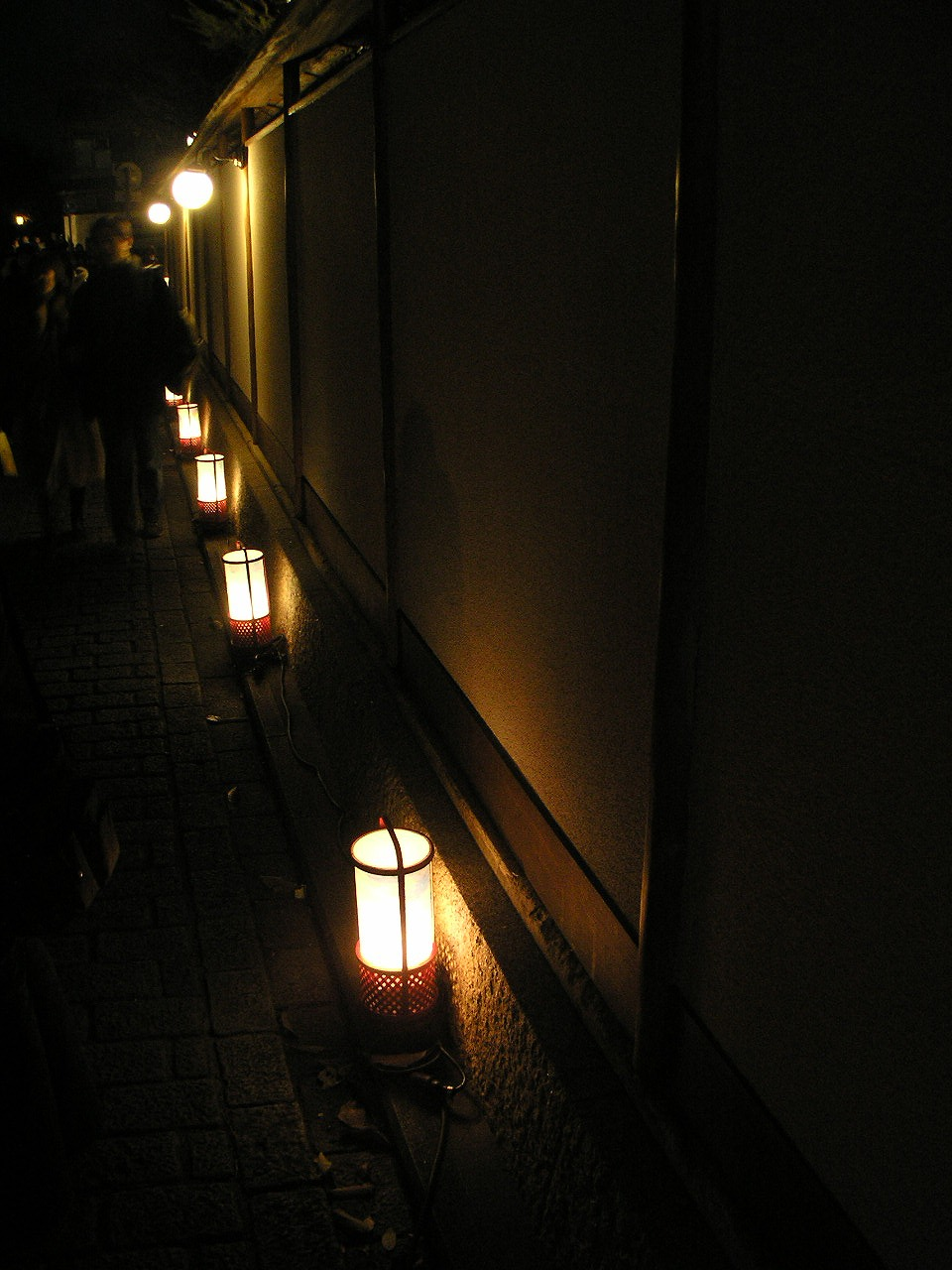
竹を使った行灯（2007年）。
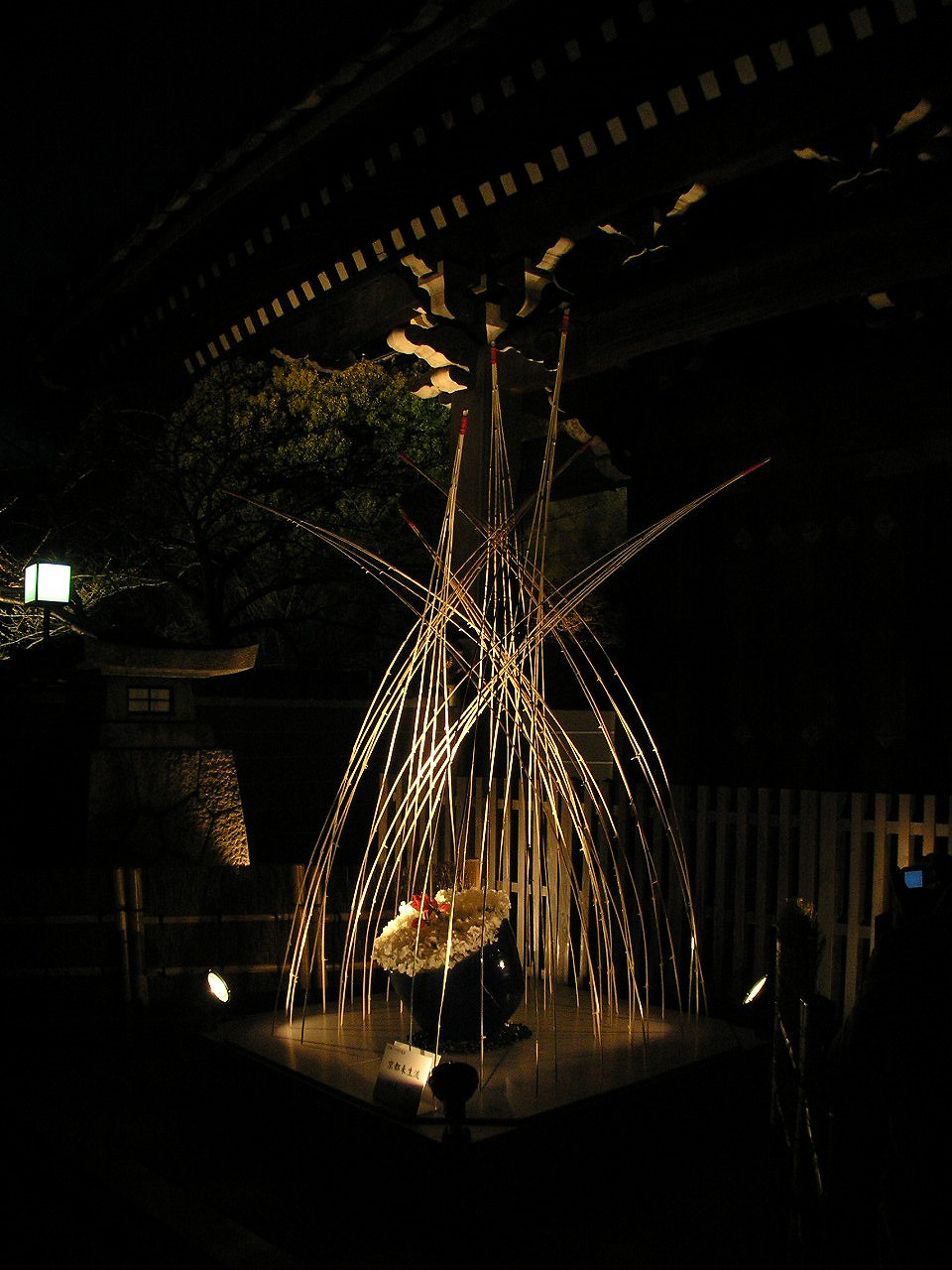
いけばなプロムナード（2007年）。
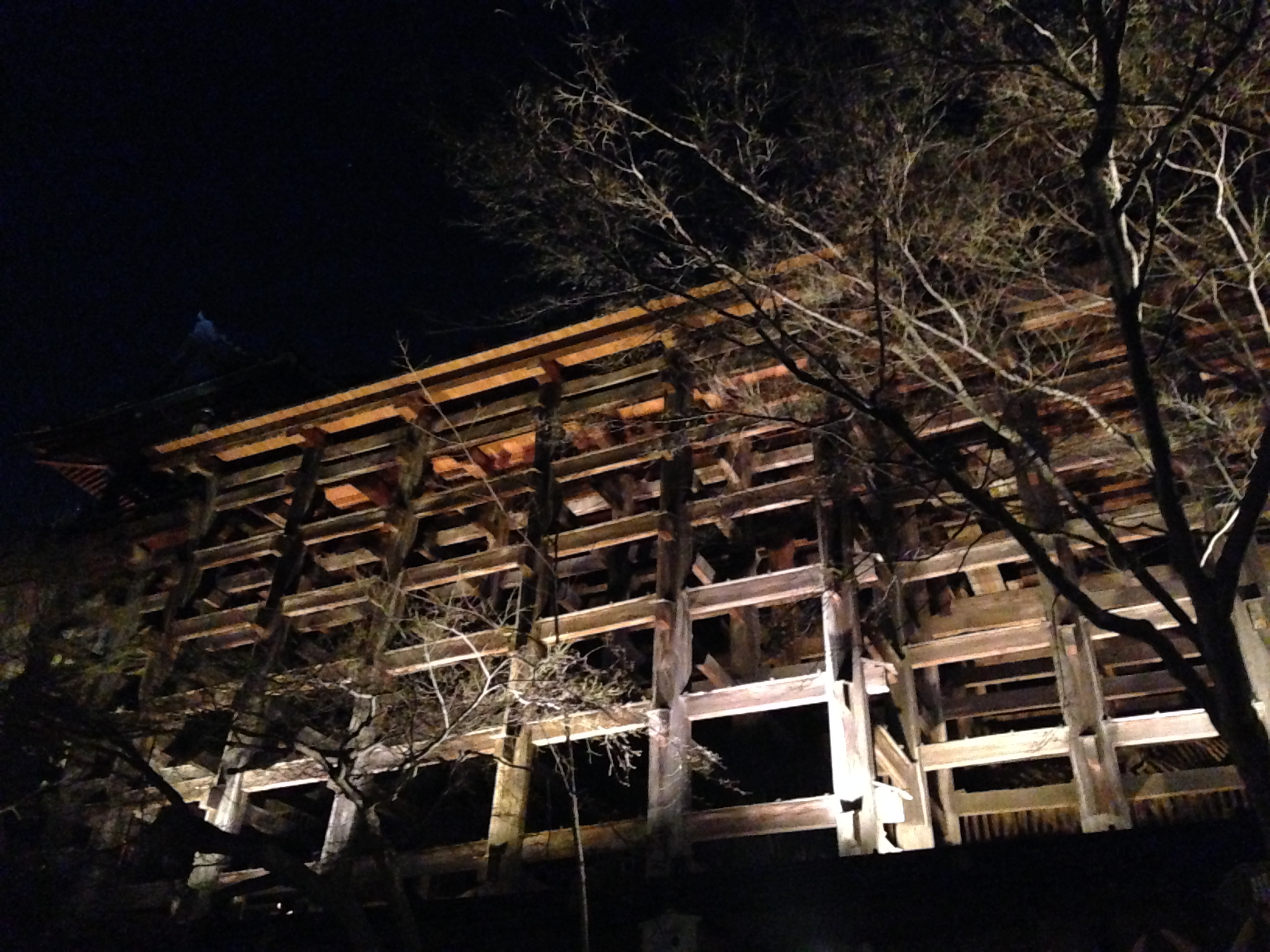
清水寺（2014年）。
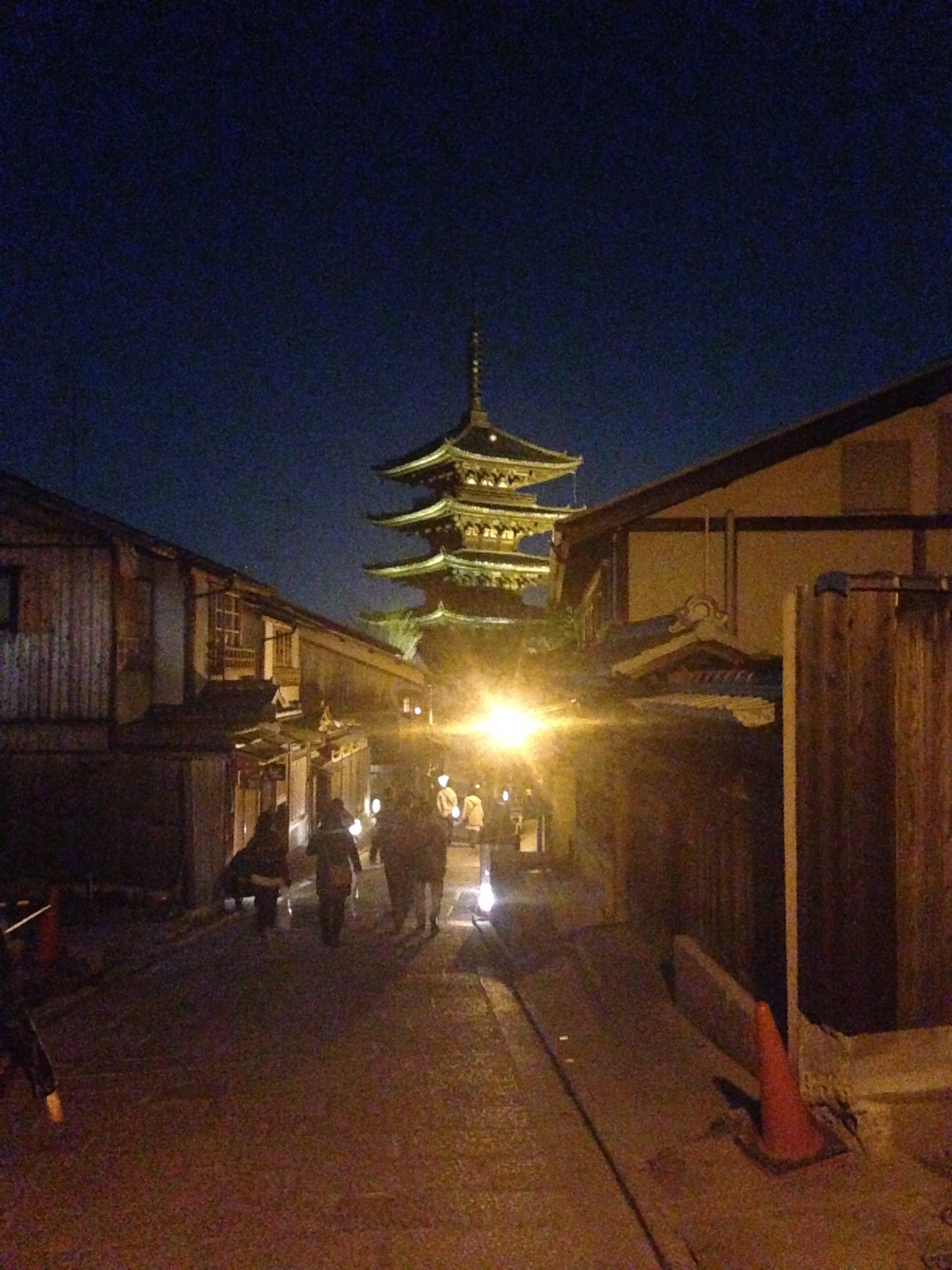
法観寺・八坂の塔（2014年）。